# Otto Strachota

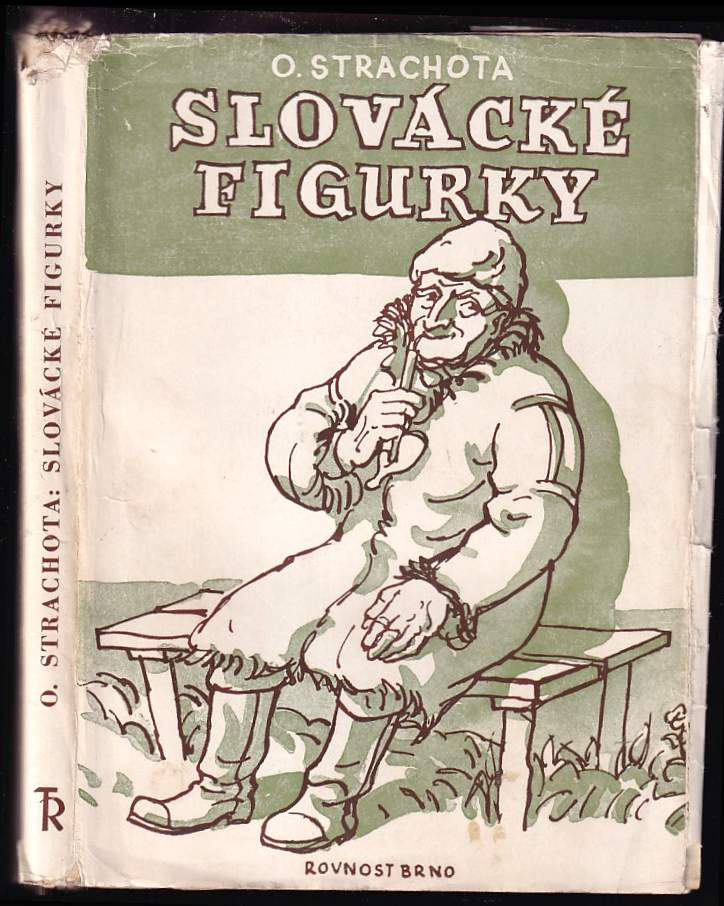
Otto Strachota: Slovácké figurky (obal, 1948)

Otto Strachota (11. září 1884 Veselí nad Moravou – 19. listopadu 1971 Gottwaldov(?) ) byl český (moravský) podnikatel a spisovatel.

## Život
Narodil se jako jedno z deseti dětí zámečnického mistra ve Veselí nad Moravou Antonína Strachoty a jeho manželky Antonie, rozené Donnersbergrové. Stejně jako jeho bratři se ve Vídni vyučil zámečníkem. Z Vídně se vrátil na Moravu a usadil se v Bílovicích u Uherského Hradiště, kde založil výrobnu limonád, výrobnu sodovek ve Starém Městě u Uherského Hradiště provozoval od roku 1918.
Úspěšné firmy si povšimnul Tomáš Baťa a Otto Strachota přemístil firmu v roce 1927 do Zlína. V roce 1937 rozšířil výrobu do Otrokovic. Po druhé světové válce byla firma Strachota znárodněna a bývalý majitel se stal jejím zaměstnancem. Pracoval též v kafilerii v Otrokovicích a v důchodu jako skladník a topič v Podniku bytového hospodářství ve Zlíně.

### Rodinný život
Dne 14. srpna 1909 se ve Slavičíně oženil s třiadvacetiletou Metodií Jurkovou, se kterou měl čtyři děti.

## Dílo

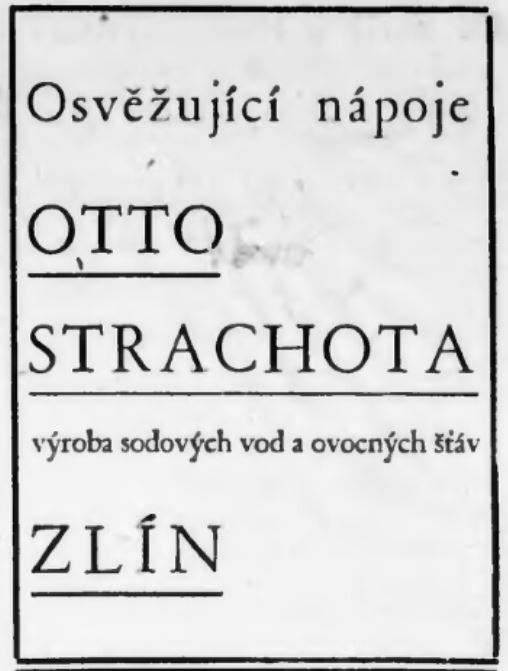
Firma Otto Strachota, inzerát 1942

### Podnikání
Otto Strachota byl ve svém oboru významný podnikatel. Uvádí se, že jeho sodovkárna byla druhá nejvýznamnější na jižní Moravě. V roce 1948 byla tato výrobna nápojů znárodněna.

### Literární dílo
Knižně vyšlo:
- Slovácké figurky (humoresky; Uherské Hradiště, K. Novotný 1922; Brno, Rovnost 1948 a 1950)
- Slovácké figurky (Tomáš Ježek - Ottobre 12, 2002)
- Slovácké figurky pokračují (Tomáš Ježek - Ottobre 12, 2004[pozn. 1])

Po zbytek 20. století (po roce 1950) již Strachotovy povídky knižně nevycházely. Jedna povídka byla vydána v roce 1969 v regionálních Slováckých novinách. Slovácké figurky pokračují vyšly až po sametové revoluci.

## Zajímavosti
- Otec František Strachota měl celkem šest synů, kteří se ve Vídni vyučili zámečníky. Z nich tři se věnovali výrobě sodovek (Richard ve Veselí nad Moravou, Osvald ve Slavičíně a Otto ve Zlíně).[6]
- Ještě v roce 1967 zveřejnil týdeník Květy vzpomínku Otty Strachoty na mládí, asi před šedesáti lety ve Vídni, kdy byl jako mladý zámečník přítomen při vítězném zápasu Gustava Frištenského.[7]